# الدورة الأولى للبرلمان الأوروبي
بدأت الدورة الأولى للبرلمان الأوروبي في انتخابات عام 1979 واستمرت حتى انتخابات 1984. شارك بها الدول التسع المنضمون الى الاتحاد الاوروبي بستة أحزاب مختلفة وهي مجموعة الاشتراكيين والديمقراطيين والخضر وحزب الشعب الأوروبي والديمقراطيون الأوروبيون ومجموعة الشيوعيين وحلفائهم وحزب تحالف الليبراليون والديمقراطيون من أجل أوروبا والديموقراطيون التقدميون الأوروبيون.